# Li Wangyang

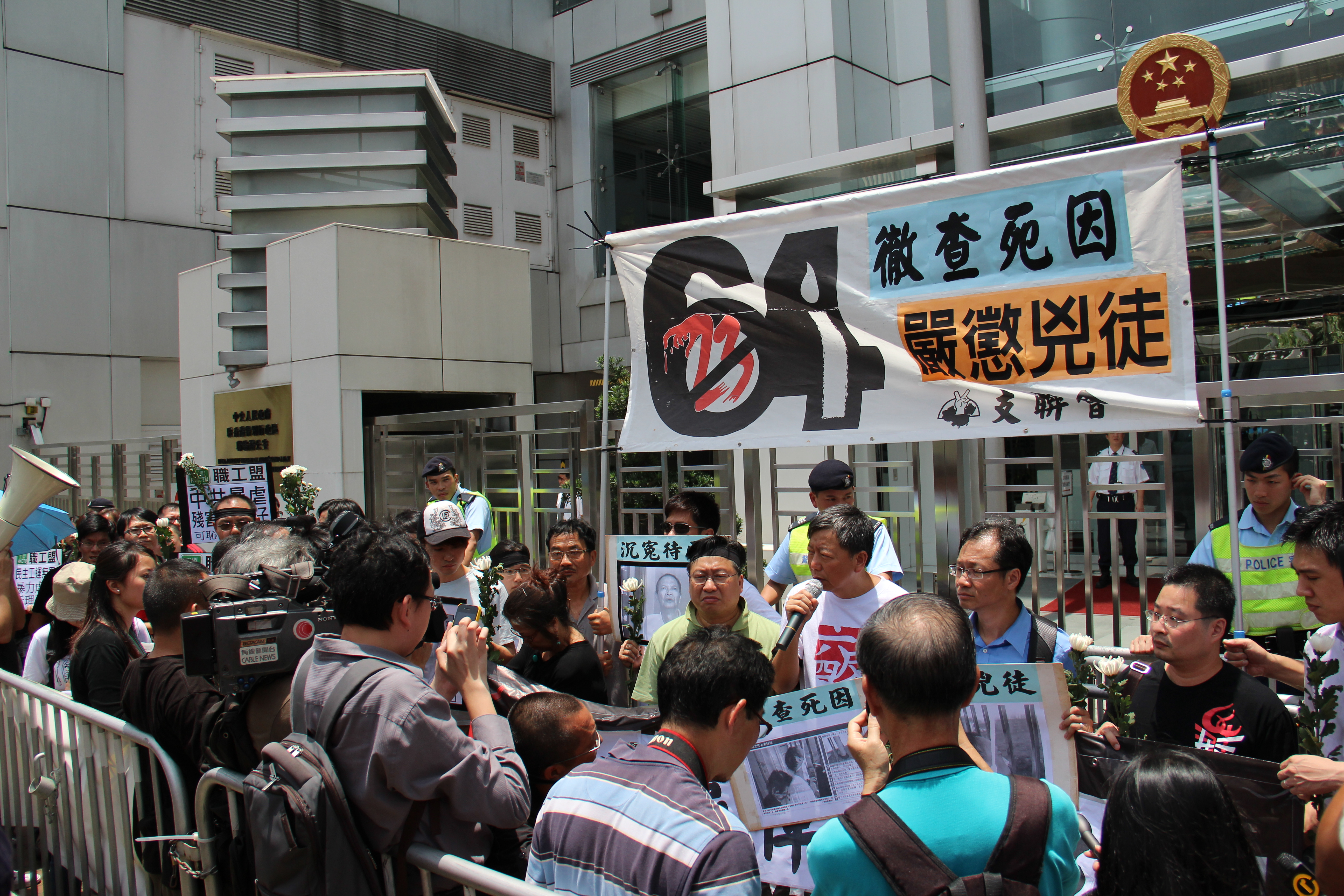
Demonstration in Hongkong – Forderung nach Aufklärung der Todesumstände von Li Wangyang (2012)

Li Wangyang (chinesisch 李旺陽 / 李旺阳, Pinyin Lǐ Wāngyáng; * 1950 in der Provinz Hunan; † 6. Juni 2012 in Shaoyang, Provinz Hunan) war ein chinesischer Dissident und Bürgerrechtler.
Li Wangyang galt als wichtiger Vertreter der Arbeiterrechte in China und Arbeiterführer und Sympathisant der Studentenbewegung von 1989. Bei dem Tian’anmen-Massaker 1989 wurde er festgenommen und von einem Gericht zu 13 Jahren Haftstrafe verurteilt. Kurz vor Ablauf der Strafe wurde er 2001 erneut zu einer Haft von 10 Jahren verurteilt.
2011 wurde er nach 22 Jahren aus der Haft entlassen. Im Juni 2012 starb er angeblich durch Suizid in einem Krankenhaus in Peking; die Umstände des Todes sind ungeklärt. Massenproteste von über 150.000 Menschen in Hongkong folgten nach seinem Tode.